# 池田政勝
池田 政勝（いけだ まさかつ）は、江戸時代中期の旗本。通称は半蔵。

## 略歴
宝永6年（1709年）、池田政親の子として誕生。
寛延3年（1750年）12月27日、遺領を継ぐ。明和8年（1771年）12月7日、家督を養子の政貞に譲って致仕した。
天明2年6月2日（1782年7月11日）、死去。74歳。

## 系譜
- 父：池田政親（1684-1751）
- 母：菊地氏
- 室：朝倉氏
  - 次男：池田定常（1767-1833） - 池田定得の養子
- 生母不明の子女
  - 三男：池田政富（?-1812） - 池田方教の婿養子
- 養子
  - 男子：池田政貞（1748-1817） - 池田喜以の子